# Krušovce
Krušovce jsou obec na Slovensku v okrese Topoľčany v Nitranském kraji. Žije zde přibližně 1 700 obyvatel.

## Geografie

### Poloha
Obec leží uprostřed Nitranské pahorkatiny na levostranné nivě a terase řeky Bebravy u soutoku s řekou Nitrou. Nadmořská výška území se pohybuje v rozmezí 166–244 m, střed obce je ve výšce 170 m n. m. Povrch tvoří mladší terciérní usazeniny, které pokrývá spraš a údolní sedimenty. Půdní typ zastupuje hnědozem a nivní půdy.

### Využití půdy
Celková rozloha území obce je 13,3331 km², z toho v roce 2020 připadalo 87 % na zemědělskou půdu. Celkové využití půdy (2020): 83 % orná půda, 3 % zahrady. V roce 2023 připadalo 1 154,71 ha na zemědělskou půdu, z toho 1 100,72 ha na ornou půdu, 35,73 ha na zahrady a 18,02 ha na travnaté plochy. Na zastavěnou plochu a nádvoří připadalo 116,08 ha a na vodní plochu 33,18 ha.

### Sousední obce
Obec sousedí:
|           | Solčianky | Horné Clebany |
| Topoľčany |           | Bošany        |
| Topoľčany | Topoľčany | Práznovce     |

## Doprava
Obcí vede silnice I/64 mezi městy Nitra a Topoľčany a železniční trať Nové Zámky –Prievidza se zastávkou v obci.

## Historie
Podle archeologického nálezu na území obce, hrobu dospělého jedince z 13. století, patří k nejstarším osídlený územím regionu středního Ponitří, minimálně z období Velkomoravské říše. První písemná zmínka o obci je z roku 1158, kde je uváděna jako Corus. Podle oficiální stránky obce je první písemná zmínka až z roku 1235. Obec náležela k nitrianskému biskupství
Obec Dolné Chlebany (německy Unterhelbing, maďarsky Alsóhelbény) jsou doložené v roce 1328 a od roku 1964 je součástí obce.

## Pamětihodnosti
- V obci je římskokatolický původně románský kostel Narození Panny Marie z roku 1240. Okolo kostela se do současnosti zachovalo opevnění.
- Klasicistní kaštel postavený v 19. století na starších základech z roku 1830 a přestavěný v roce 1906 do novorenezanční podoby.[10][11]

## Osobnosti
- Ján Rezik, slovenský autor biografické prózy a pedagog, se narodil v obci v 17. století
- Alexander Rudnay, slovenský katolický kněz, biskup a kardinál, působil v obci jako farář.